# Ouneg (divinité)
Pour l’article homonyme, voir Ouneg.
Ouneg est, dans la religion égyptienne antique, une divinité du ciel et de la mort.

## Fonctions
Dans sa fonction de « gardien cosmologique », Ouneg protégeait la Terre et ses habitants contre l'arrivée du « grand chaos ».